# Gesetz über die Entschädigung von Zeugen und Sachverständigen
Das Gesetz über die Entschädigung von Zeugen und Sachverständigen (ZSEG, auch ZuSEG) regelte früher in Deutschland die Entschädigung von Zeugen und Sachverständigen.
An seine Stelle sind mit Wirkung vom 1. Juli 2004 die entsprechenden Regelungen des Justizvergütungs- und -entschädigungsgesetzes (JVEG) getreten.